# Bitwa pod Al-Kusajr
Bitwa pod Al-Kusajr – wspólna ofensywa przeprowadzona przez Siły Zbrojne Syrii i libański Hezbollah na terenach kontrolowanych przez syryjskich rebeliantów pod miastem Al-Kusajr od 10 kwietnia 2013, podczas wojny domowej. 19 maja 2013 podjęto szturm na Al-Kusajr, który zakończył się 5 czerwca 2013 wyparciem rebeliantów z miasta.

## Tło
Al-Kusajr było oblegane przez siły rządowe od listopada 2011, kiedy stłumiono tam demonstracje antyrządowe. Podczas szturmu sił rządowych na dzielnicę Baba Amru w Himsie, rebelianci wykorzystując okazje przerzucili siły pod granicę z Libanem przejmując 25 lutego 2012 kontrolę nad Al-Kusajr, liczące 30 tys. mieszkańców. Po upadku Baba Amro, siły rządowe rozpoczęły ostrzeliwanie Al-Kusajr, jednak rebelianci obronili swoje pozycje. Po nieudanym kontrataku siły rządowe nie podejmowały już akcji naziemnych, jedynie w lipcu 2012 miasto znalazło się pod silnym ostrzałem sił al-Asada. Wówczas mieszkańcy, spodziewając się szturmu na miasto, zbudowali 200 schronów w mieście.
Przedmiotem ofensywy były tereny w muhafazie Hims kontrolowane przez siły antyrządowe, które przecinały drogę z Damaszku na alawickie tereny położone nad Morzem Śródziemnym.

## Bitwa

### Walki na przedpolu Al-Kusajr
10 kwietnia 2013 lotnictwo syryjskie rozpoczęło bombardowanie kontrolowanych przez rebeliantów wzgórz wokół Al-Kusajr. 11 kwietnia 2013 wojska syryjskie, wraz z dużą liczbą bojowników Hezbollahu, którzy przekroczyli granicę libańsko-syryjską, zaatakowały i zdobyły strategiczne wzgórza koło miejscowości Tall an-Nabi Mandu, kontrolowane dotąd przez siły rebelianckie. W bitwie na wzgórzu zginęło 40 libańskich bojowników oraz syryjskich żołnierzy. Znaczenie Tall an-Nabi Mandu było o tyle strategiczne, że z wzgórz można było ostrzeliwać nadgraniczne wioski oraz samo miasto Al-Kusajr. Po wyparciu rebeliantów z Tall an-Nabi Mandu doszło do masowych ucieczek cywilów z okolicznych wiosek.
14 kwietnia 2013 rebelianci i islamiści, uprzednio ostrzegając i wzywając Hezbollah do przerwania operacji na terenie Syrii, ostrzelali za pomocą rakiet libańskie wioski Al-Hirmil i Al-Kasr, zabijając dwóch Libańczyków, w tym dziecko, i raniąc sześć innych osób. 17 kwietnia 2013 siły rządowe zbombardowały wioskę Al-Buwajda asz-Szarkijja, w wyniku czego zginęło 12 osób. Jednocześnie 700 bojowników Hezbollahu atakowało miejscowości An-Nazarijja i Abla, które zostało zdobyte dzień później, odcinając tym samym rebeliantom drogę między Al-Kusajr a obleganym Hims. W bitwie zginęło 21 osób. Również 18 kwietnia 2013 rebelianci zajęli płytę lotniska Ad-Daba, z której korzystały wojska lądowe.
20 kwietnia 2013 siły rządowe i Hezbollah zajęły wioskę Radwanijja, zacieśniając pierścień wokół Al-Kusajr. Działacze opozycji donosili o ścisłej współpracy między Hezbollahem i wojskiem syryjskim. Podczas szturmu lądowego szyickiego Hezbollahu na Burhanijję broniący wioski sunniccy partyzanci, byli jednocześnie gwałtownie bombardowani z powietrza. Walki pozycyjne na przedpolach Al-Kusajr toczyły się również w wioskach Tall an-Nabi Mandu, Sakradża i Abu Huri. Dzień później Burhanijja została przejęta przez Hezbollah, z kolei armia zabezpieczyła drogę prowadzącą do granicy libańsko-syryjskiej wzdłuż rzeki Orontes na zachód od Al-Kusajr. Jednocześnie rebelianci rozpoczęli nową serię ataków rakietowych na Al-Hirmil i Al-Kasr, w odwecie za udział Hezbollahu w ofensywie. Po dziesięciu dniach ofensywy naziemnej, siły rządowe kontrolowały osiem wiosek. Po zepchnięciu rebeliantów do Al-Kusajr, siły Hezbollahu nacierały na miasto z Doliny al-Bika, z kolei syryjska armia poruszała się na południe od Hims, biorąc tym samym rebeliantów w kleszcze.
22 kwietnia 2013 w walkach pod Al-Kusajr zginęło 18 bojowników Hezbollahu. Rebelianckie brygady z Al-Kusajr odbiły wioskę Abu Huri, a w wiosce Al-Muh zniszczyły dwa libańskie samobieżne działa przeciwlotnicze ZSU-23-4. 23 kwietnia 2013 partyzanci po raz trzeci ostrzelali libańską miejscowość Al-Hirmil, z kolei rząd zagroził, iż przeprowadzi decydujące uderzenie na Al-Kusajr „na dniach”.
24 kwietnia 2013 linia frontu przeniosła się do wioski Ajn at-Tannur, kilka kilometrów na północny zachód od Al-Kusajr. Siły rządowe czekały, aż ich stanowiska zostaną wzmocnione nim podejmą szturm na Al-Kusajr. 26 kwietnia 2013 walki wznowiono na drodze z Hims do Al-Kusajr, gdyż rebelianci usiłowali odepchnąć wojsko od bram obleganego miasta. Ponadto 29 kwietnia 2013 partyzanci ponownie wystrzelili sześć rakiet, które uderzyły w libańską miejscowość Al-Ka w Dolinie Bekaa.
2 maja 2013 miała miejsce potyczka między syryjskimi rebeliantami a siłami rządowymi i bojówkami libańskimi w wiosce Dżusija tuż przy granicy z Libanem.
Dwa dni później doszło do walk na przedpolu Al-Kusajr. W walkach zginął m.in. polowy dowódca rebeliantów. W trakcie starć, kilka sektorów miasta Al-Kusajr zostało zbombardowanych przez lotnictwo. 5 maja 2013 wojsko zajęło Tall Hanasz – ostatnią wioskę oddzielającą siły rządowe od bram Al-Kusajr. Podczas walk na skraju miasta, lotnictwo kontynuowało naloty. Podczas drugiej dnia walk na obrzeżach Al-Kusajr, siedem rakiet wystrzelonych przez bojowników spadło na teren Libanu w miastach Al-Hirmil oraz Akkar.
7 maja 2013 rebelianci przyznali, iż ich pozycje w mieście są poważnie zagrożone przez szyickich bojowników i armię rządową. Podejrzenia się potwierdziły, gdyż już dzień później siły rządowe podjęły pierwszy atak na Al-Kusajr. Nim do tego doszło, wojskowi dali bojownikom czas na opuszczenie miasta. Jednak wiele rebeliantów pozostało na swoich pozycjach. Kilkudziesięciu opozycjonistów salwowało się ucieczką. Trzydziestu uciekinierów, głównie kobiety i dzieci, zostało zabitych przez bojowników Hezbollahu na rogatkach miasta. 9 maja 2013 wojsko zajęło miejscowość Asz-Szumarijja, w pobliżu Al-Kusajr, tym samym kontynuując natarcie naprzód w kierunku wsi Al-Ghassanijja. Tymczasem walki w Al-Kusajr ustały, a dnia kolejnego lotnictwo rozrzuciło ulotki, ostrzegające cywilów przed kolejnym atakiem i wzywające do ewakuacji. Rebelianci w międzyczasie wystrzelili rakiety które uderzyły ponownie w Al-Hirmil i Maszarijję al-Ka.
11 maja 2013 partyzanci odzyskali kontrolę nad wioską Abil, jednak wskutek udanego kontrataku, armia odbiła miejscowość dzień później. Jednocześnie armia weszła do chrześcijańskiej wioski Al-Ghassanijja. 13 maja 2013, siły rządowe przejęły kontrolę nad trzema wioskami – Dumajna, Hajdarija i Asz al-Warwarna, leżące na północ od Al-Kusajr. Miejscowości były uważane za strategiczne, ponieważ leżały na drodze między Hims i Al-Kusajr i pozwoliły wojsku zablokować dostawy do batalionów rebelianckich broniących Al-Kusajr. W czasie walk, rebelianci zaapelowali do Rady Bezpieczeństwa ONZ do zobligowania Libanu do kontroli swoich granic i wycofania członków Hezbollahu z terytorium Syrii.

### Szturm wojska na Al-Kusajr
18 maja 2013 sunniccy rebelianci zabili 10 bojowników Hezbollahu, próbujących sforsować rzekę Orontes i przedostać się do Syrii. Sztuka ta udała się drugiej grupie pod dowództwem Mustafy Badr ad-Dina, oskarżonego o udział w zabójstwie byłego libańskiego premiera Rafika al-Haririego. Grupa Badr ad-Dina 19 maja 2013 wraz z siłami rządowymi rozpoczęła szturm Al-Kusajr. Atak na miasto rozpoczął się w nocy. Siły rządowe na początku zaatakowały bazę lotniczą kontrolowaną przez antyrządowych bojowników. Od wczesnych godzin porannych całe miasto było pod ostrzałem z powietrza, artylerii i czołgów. Zginęło wówczas 20 rebeliantów. Po wstępnym ostrzale, miasto zostało zaatakowane przez wojsko i setki bojowników Hezbollahu z kilku stron – od południa, wschodu i północnego wschodu. Zacięte boje toczono na rogatkach miasta w dziewięciu punktach.
W ciągu dnia siły rządowe przełamały opór obrońców miasta i z południowego wschodu kierowały się na zachód. W czasie penetrowania miasta, żołnierze rozminowywali kolejne dzielnice i drogi prowadzące do centrum miasta. W nieustannych bombardowaniach dewastacji uległo 17 budynków mieszkalnych. Według rebeliantów, siły rządowe tego dnia zdobyły 60% terytorium miasta. W czasie walk wielu rebeliantów salwowało się ucieczką w Góry Kalamun. W czasie tego procesu żołnierze zabili na obrzeżach miasta 30 rebeliantów. Łącznie w pierwszym dniu bitwy zginęło według źródeł wojskowych 100 obrońców miasta. Sami rebelianci mówili o 56 ofiarach po swojej stronie, 28 zabitych bojowników Hezbollahu, 12 poległych żołnierzach i 4 cywilów. Wśród zabitych było dwóch dowódców rebeliantów. Około 62-70 bojowników Hezbollahu zostało rannych i przetransportowanych do szpitali w Libanie.
20 maja 2013 we wschodnich sektorach miasta przywrócono względny spokój. Snajperzy strzelali jeszcze do ukrywających się rebeliantów w północno-wschodniej części miasta. Z kolei główna linia frontu skoncentrowała się w północnej części 30-tysięcznego miasta. Wojsko zajęło tam stadion, kwaterę policji, centrum kultury, kościół, rondo Al-Baladija i dzielnicę Al-Ghitta. 21 maja 2013 do Al-Kusajr nadciągały nowe oddziały Hezbollahu. Od początku szturmu zginęło 31 bojowników tego ugrupowania. Ponadto według urzędnika Departamentu Stanu USA pod Al-Kusajr u boku Hezbollahu walczyli prawdopodobnie irańscy żołnierze. Również według amerykańskich źródeł całą operacją dowodził irański gen. Ghasem Solejmani, dowódca brygady al-Kuds, części Korpusu Strażników Rewolucji Islamskiej i to Iran nakazał bojownikom Hezbollahu podjąć walkę o miasto we współpracy z armią syryjską. Walki rozprzestrzeniły się na granicę z miejscowość Hit. Według opozycjonistów większość miasta została zdewastowana wskutek intensywnego bombardowania.
22 maja 2013 tymczasowy przewodniczący Syryjskiej Koalicji Narodowej na rzecz Opozycji i Sił Rewolucyjnych Dżurdż Sabra wezwał do obrony Al-Kusajr, stwierdzając, że „każdy kto posiada broń lub amunicję, powinien wysłać je do Al-Kusajr i Hims, aby wzmocnić opór”. Ponadto zaapelował o „utworzenie korytarza humanitarnego, by ocalić rannych i dostarczyć leki i inną pomoc humanitarną 50 tysiącom mieszkańców miasta, którzy znajdują się w okrążeniu”. W związku z komunikatem islamskie brygady Tahwid z Aleppo wysłały pod granicę z Libanem 30 pojazdów z 300 bojownikami. Byli uzbrojeni m.in. broń przeciwlotniczą. Również antyrządowi bojownicy nadciągali do atakowanego miasta. Rebelianci z Ind Shamseen zostali zatrzymani przez wojska rządowe w drodze do miasta. W potyczce zginęło dwóch rebeliantów. Opozycjoniści przyznali, iż wojsko odcięło większość dróg zaopatrzeniowych do Al-Kusajr. Tymczasem rząd twierdził, że przejął kontrolę nad 80% powierzchni miasta Al-Kusajr. Rebelianci przebywali jeszcze w bazie lotniczej Ad-Daba oraz północnej części miasta, gdzie podczas walk zginął dowódca Frontu Obrony Abu Omar. Wojskowi dodali, ze potrzebują jeszcze około tygodnia by całkowicie pokonać rebeliantów, którzy poprzez system tunelów podziemnych przemieszczali się po całym mieście.
Do 23 maja 2013 według Syryjskiego Obserwatorium Praw Człowieka zginęło 66 bojowników Hezbollahu, w tym 46 w fazie natarcia na miasto. Ponadto od początku walk pod Al-Kusajr poległo ponad 200 żołnierzy i niemal 400 rebeliantów syryjskich i islamistów. 24 maja 2013 rebelianci przeprowadzili kontratak w mieście, odbijając z rąk wojska trzy punkty. W walkach zginęło 13 rebeliantów. Dowództwo nad Wolną Armią Syrii walczącej w Al-Kusajr objął kanibal Abu Sakkar, który w kwietniu 2013 zjadł serce oraz wątrobę zamordowanego żołnierza, co zostało uwiecznione na video. Walki nadal trwały w północnych sektorach miasta. Spacyfikowany wschód miasta został przekształcony w koszary, z których żołnierze i bojownicy Hezbollahu ostrzeliwali rebeliantów.
25 maja 2013 o godz. 7. wojsko rozpoczęło najbardziej intensywny ostrzał miasta podczas bitwy. Trwał on w całym mieście siedem godzin i podczas każdej minuty na miasto spadało średnio 40 pocisków. Najwięcej pocisków spadło na Hamadiję i bazę wojskową Dabaa, leżącą w północnej części miasta. Podczas walk o bazę wykorzystywano oprócz lotnictwa czołgi i wieloprowadnicowe wyrzutnie rakietowe. Wojsko kontrolowało wówczas 80% powierzchni atakowanego miasta. Według Hezbollahu bombardowanie spowodowało znaczne straty wśród rebeliantów. Sama szyicka organizacja tego dnia straciła dziesięciu bojowników. Łącznie poległo ponad 40 osób, w tym 27 rebeliantów i trzech cywilów. Były to jedne z najbardziej intensywnych bombardowań podczas wojny domowej.
27 maja 2013 rebelianci zabili dziennikarkę prorządowej telewizji Al-Ichbarijja Jarę Abbas, podczas walk w pobliżu bazy lotniczej Dabaa. Z kolei siły rządowe przejęły miejscowość Hamadija, a walki przesunęły się do wioski Haret al-Turkumen. 28 maja 2013 pojawiły się informacje, iż kilka grup Hezbollahu zdezerterowało z pola bitwy i uciekło do Libanu. Jednak już dzień później siły sprzymierzone informowały o wzmocnieniu swoich oddziałów. Do Al-Kusajr przybyła Gwardia Republikańska z 40 czołgami i 40 pojazdami wojskowymi. Tymczasem Syryjskie Arabskie Siły Powietrzne (SAAF) bombardowały okopanych i broniących się rebeliantów na północnym wschodzie miasta. Rebelianci dodali, że ich szeregi zasilili sunniccy bojownicy z Libanu, co sprawiało, że konflikt w coraz większym stopniu miał wymiar wyznaniowy. Dowódca Wolnej Armii Syrii gen. Salim Idris powiedział, że jego armia potrzebuje pocisków przeciwczołgowych i przeciwlotniczych, by móc poradzić sobie z przeciwnikiem. Odniósł się tym samym do decyzji UE z 27 maja 2013 o nieprzedłużania embarga na broń do Syrii.
29 maja 2013 lotnictwo dokonało dziesięciu nalotów na pozycje wciąż kontrolowane przez rebeliantów, którzy próbowali ponadto blokować konwoje rządowe jadące z Damaszku do atakowanego Al-Kusajr. Lekarze polowi donosili, iż ranni rebelianci mieli problemy z oddychaniem. Sugerowali w związku z tym używanie niewielkich ilości broni chemicznej przez armię. Ponadto wielu rannym bojownikom w prowizorycznych szpitalach amputowano kończyny z powodu rozległych ran. Pod koniec dnia wojsko wspierane przez Hezbollah zajęło bazę lotnicza Dabaa. Wojska Asada wspierane przez bojowników Hezbollahu otaczały granice miasta Al-Kusajr z trzech stron: wschodu, zachodu i południa. Przejęcie kontroli nad lotniskiem Dabaa, oznaczało domknięcie oblężenia od północy i odcięcie rebeliantów od szlaku dostaw uzbrojenia.
31 maja 2013 wojsko wraz z Hezbollahem ruszyło z lotniska Daba na południowe tereny Al-Kusajr oraz na wioski Arjun oraz Dżawadija, które niezwłocznie zostały zajęte. Na miasto w dalszym ciągu „w każdej minucie” spadał pocisk lotniczy, bądź artyleryjski. W dalszym ciągu do Al-Kusajr nadciągały rebelianckie wzmocnienia mimo całkowitego oblężenia miasta. Dżurdż Sabra poinformował, iż do Al-Kusajr nadciągało tysiąc rebeliantów, jednak dowódca WAS gen. Salim Idris skorygował, że jedynie 300 rebeliantów przedostało się do miasta. Podczas forsowania pierścienia wojsk rządowych zaciśniętego wokół Al-Kusajr, w wiosce Szamsin zginęło 11 rebeliantów. Mimo iż rebelianci kontrolowali centrum Al-Kusajr, byli według Idrisa bardzo przytłoczeni i zdemilitaryzowani. Idris twierdził, że pod Al-Kusajr operowało 7000 bojowników Hezbollahu. Jednak wydawało by się to mało prawdopodobne, gdyż oznaczałoby to przerzucenie bojowników z południowej granicy Libanu z Izraelem na front syryjski. Oficjalne szacunki mówiły o 2000 libańskich bojowników.
Rebelianci alarmowali, że przez oblężenie miasta niemożliwa była ewakuacja rannych rebeliantów, których było siedmiuset. Los rannych osób komplikował fakt, iż główny szpital został zniszczony w bombardowaniu i potrzebujący byli leczeni w domach prywatnych. Lekarzom brakowało tlenu, medykamentów, bandaży oraz krwi. Wraz z rannymi rebeliantami w mieście utknęło 15 tys. cywilów. W czasie bombardowań ginęło wiele cywilów, także dzieci i kobiety. W mieście na ulicach zalegały zwłoki, dwieście osób nie zostało przez toczące walki pochowanych. Z powodu rozkładających się ciał, panował straszny zapach. Brakowało głównie wody pitnej na którą czekało się 3-4 dni, gdyż siły Hezbollahu odcięły dostawy wody po zajęciu stacji wodnej. Za wydostanie się z miasta, trzeba było płacić żołnierzom ogromne łapówki.
1 czerwca 2013 rebelianci usiłowali przeprowadzić kontratak w Dabie. Ponadto w dniach 1-2 czerwca 2013 kilkanaście rakiet wystrzelonych z terenów kontrolowanych przez rebeliantów spadło na libańską Dolinę Bekaa. Tymczasem Międzynarodowy Komitet Czerwonego Krzyża zaapelował o wprowadzenie rozejmu w mieście, aby ewakuować rannych, których liczbę ONZ szacowało na 1500 osób. Minister spraw zagranicznych Syrii Walid al-Mu’alim oświadczył w rozmowie z Ban Ki Munem, że Syria nie dopuści Czerwonego Krzyża do Al-Kusajr dopóki trwać tam będą walki. Z kolei dowództwo Hezbollahu zmieniło politykę wobec swoich bojowników zwiększając liczbę dni walki na froncie z 7 na 20 przy stałej liczbie 7 dni urlopu po każdej rotacji.
3 czerwca 2013 rebelianci pod dowództwem płka Abd al-Dżabbara Akidiego z Aleppo, przedostali się do miasta, niszcząc trzy czołgi. Równolegle walki nadal trwały w Dabie. Dzień później, siły rządowe i Hezbollah po zbudowaniu prowizorycznych mostów na rzece Orontes, rozpoczęli marsz ku centrum, przygotowując szturm na budynki administracji. W międzyczasie Hezbollah wyprał rebeliantów z ostatnich przyczółków w południowo-zachodniej części miasta. W nocy z 4 na 5 czerwca 2013 przypuszczono ostateczny atak na Al-Kusajr, w wyniku którego rebelianci wycofali się z miasta. Informację podaną przez źródła rządowe, potwierdzili opozycjoniści. Wojsko zabezpieczyło centrum miasta, skąd ewakuowali się ostatni rebelianci. Po zajęciu Al-Kusajr Iran złożył gratulacje prezydentowi Syrii Baszszarowi al-Asadowi. Rebelianci rozporządzili odwrót do miejscowości Dabaa i Al-Buwajda asz-Szarkijja, która była przez nich częściowo kontrolowana. Jednocześnie siły rządowe przeprowadziły operacje typu „mopping-up” polegające na rozbrajaniu ostatnich oddziałów rebelianckich. Al-Buwajda asz-Szarkijja została całkowicie zajęta przez lojalistów 8 czerwca 2013.

## Skutki
Zdobycie Al-Kusajr, jak podał Stratfor nie zakończyło ofensywy lojalistów:

Ofensywa sił reżimu na kluczowe miasto Homs, leżące pomiędzy Damaszkiem, Aleppo i zdominowanym przez Alawitów wybrzeżem, nie zatrzymała się po odniesieniu sukcesu w operacji w Al-Kusajr. Przeciwnie, siły lojalistów kontynuują natarcie na pozycje rebeliantów w guberni. Zaatakowanych zostało kilka zbuntowanych wiosek na południe od Homs, a ruchy wojska i kierunki bombardowań wskazują, że reżim przeprowadzi dodatkowe ataki na samo miasto Homs, oraz w pobliżu Rastan i Talbiseh wzdłuż autostrady M5, która prowadzi od jordańskiej granicy, przez Damaszek i dalej na północ do Aleppo.